# Paralephana syntripta
Paralephana syntripta är en fjärilsart som beskrevs av Pierre E.L. Viette 1958. Paralephana syntripta ingår i släktet Paralephana och familjen nattflyn. Inga underarter finns listade i Catalogue of Life.